# عملية ظفر 7
عملية ظفر 7 كانت هجوما ايرانيا خلال الحرب العراقية الإيرانية. وقاد العملية العسكرية الإيرانية بنجاح الفريق علي صياد شيرازي الذي فازت فيه إيران بالمعركة وكذلك الهجوم المضاد للعراق الذي اعقب ذلك. ومع ذلك، واجهت إيران نكسات تقنية في ظل عقوبات اقتصادية وعسكرية واسعة النطاق ضد البلد. ونتيجة لهذه الانتكاسات، لم تتمكن إيران من بلوغ هدفها المتمثل في الاستيلاء على السليمانية.

## المقدمة
بعد فشل إيران في الاستيلاء على البصرة خلال معركة البصرة السادسة (عملية كربلاء-5)، دخل الجيش الإيراني فترة من التأمل الذاتي، واحتمال انحداره. وكانت الروح المعنوية في إيران تتناقص، وأصبح العديد من المشاة ذوي الخبرة من الحرس الثوري (باسداران) ضحايا. وبناء على ذلك، اعتمد الإيرانيون بشكل متزايد على جيشهم العادي لخوض الحرب. وبالإضافة إلى أن الجيش يقوم على أساس التجنيد الإجباري، أصبح الإيرانيون قد سئموا من الحرب بصورة متزايدة. وقد تحولت الجبهة في جنوب العراق إلى طريق مسدود. ولم تتمكن إيران من اختراق الدفاعات العراقية الضخمة. وفي الوقت نفسه، لا يزال العراق عاجزا عن دفع الإيرانيين إلى الوراء، ولكنهم بدأوا في إعادة التسلح بمساعدة الدول الصديقة والحلفاء الأجانب، وكانوا يمارسون المناورات استعدادا للعمليات المقبلة ضد الإيرانيين. وبحلول عام 1988، فاق العراق عدد الرجال والمعدات العسكرية الإيرانية بشكل كبير. ومع ذلك، فإن القادة الإيرانيين ما زالوا ماهرين وبارعين. فقد ركزا على التكتيكات التي من شأنها أن تلغي القوة النارية العراقية المتفوقة. ومع ذلك، لم يتمكنوا من السيطرة على المدن في جنوب العراق بسبب مجموعة من المواد اللوجستية الرديئة، والنقص في الدروع، والقوة النارية العراقية. كما اعلنت القيادة الإيرانية انها ستسلح وتدعم جماعات المعارضة داخل العراق. ومن بين هؤلاء المعارضين قوات البيشمركة، وهي قوة المقاومة الكردية، التي تقوم في المقام الأول بشن هجمات محدودة خاصة بها.
وفي حين تعثرت الحرب في الجنوب في طريق مسدود، بدأت إيران التركيز على كردستان التي كانت في منطقة جبلية في شمال العراق. ونظرا لكونها جبلية وبالتالي غير صالحة للحرب المدرعة، فقد شنت إيران هجمات متعددة بدءا من أواخر عام 1987 حتى أوائل عام 1988. وقد دعمتهم البيشمركة، التي ساعدتهم وأعطت الإمدادات لهم. ورغم أن إيران لن تستولي على أي مدن كبرى، بمساعدة حرب العصابات التي شنتها قوات البيشمركة، باستخدام تكتيكات الإنكار في المنطقة، فإن مساحات شاسعة من كردستان أصبحت خارج سيطرة الحكومة العراقية. وأمر صدام حسين بحملة الأنفال، مما أدى إلى مقتل ما لا أكثر من 50,000 من المتمردين والمدنيين. وقاد حملة الأنفال نائب الرئيس العراقي علي حسن المجيد المعروف باسم «علي الكيماوي» بسبب استخدامه للغاز السام. ومع ذلك، وبدعم من إيران، كانت المحاولات العراقية غير ناجحة، وكانت صداعا كبيرا بالنسبة لصدام ونوابه.

## المعركة
وقد ضرب الإيرانيون جنوب شرق السليمانية حيث هزموا بسهولة معظم المدافعين عن العراق لأن صدام حسين تركهم يدافعون حتى عن المواقع الأكثر عرضة للخطر. وبعد أن هزم الإيرانيون القوات العراقية في الخطوط الأمامية تقدمت بسرعة. ومع ذلك، شن العراقيون هجوما مضادا خلال تقدم إيران. وتعرض الجنود العراقيون الذين شاركوا في الهجوم المضاد لكمين نصبه الإيرانيون وذبحت معظم القوات العراقية. وبدا النصر في أيدي الإيرانيين عندما وصلوا إلى السليمانية، ولكنهم فشلوا في الاستيلاء عليها. كما اقترب الإيرانيون بشكل خطير من خزان دربندخان في العراق. ورد العراقيون بإطلاق 720 من صواريخ المدفعية الكيماوية و200 قذيفة مدفعية كيماوية مما أدى إلى خسائر فادحة في فرقة المظلات الإيرانية الـ55 ومحو فرقة المشاة الـ84، مما أجبر الإيرانيين على إلغاء الهجوم.

## حلبجة
وكان هجوم العراق المضاد كارثة بالنسبة للأكراد. رد صدام بهجوم بالغاز الكيماوى على حلبجة. وقد وقع هجوم بالغاز السام في حلبجة في الفترة من 15 إلى 19 مارس 1988 خلال الحرب الإيرانية العراقية عندما استخدمت قوات الحكومة العراقية الأسلحة الكيميائية في بلدة حلبجة العراقية الكردية (80,000 نسمة). وكان هذا الأمر منفصلا عن حملة الأنفال، ولكن كلاهما يعتبر عملا من أعمال الإبادة الجماعية. وقد لحقت اضرار كبيرة بحلبجة التي تقع على بعد 150 ميلا شمال شرق بغداد وعلى بعد 8 إلى 10 أميال من الحدود الإيرانية، ويقدر عدد الضحايا بحوالى 5 آلاف.